# Grupo Infobae
El Grupo Infobae S.A. es un multimedio de origen argentino. Fue fundado en el año 2002 por el  empresario de medios Daniel Hadad, con el lanzamiento del diario en línea Infobae que se sumó a las emisoras que ya gerenciaba, Radio 10 (cuya transmisión comenzó en febrero de 1998) y Mega 98.3 (inicialmente llamada FM News al aire desde marzo de 1997), años más tarde llegaron el resto de las emisoras FM. Daniel Hadad es actualmente el director ejecutivo del grupo.

## Historia
En febrero de 1998 se inaugura Radio 10, una de las radios generalistas más escuchadas de la Argentina.
Por aquel entonces el lema de la emisora era La radio más potente del país y gozaba de altos niveles de audiencia.
El periodista, abogado y empresario de medios Daniel Hadad fundó Infobae en un año convulsionado por la crisis económica y social, el 2002.
El diario ya contaba con una versión online y salía únicamente en formato papel en Capital Federal.
La etapa de nacimiento de este medio se dio de forma simultánea con la creación del "Grupo Infobae", un holding de radios, canales de TV y redes sociales cuyo dueño era el mismo Daniel Hadad quien venía cosechando éxitos con Radio 10.
El "paquete accionario" estaba compuesto por Mega 98.3 (ex FM News), Pop Radio 101.5 (frecuencia alquilada al Grupo América por aquel entonces) y Canal 9 que había sido adquirido previamente por Prime Televisión, un grupo australiano que renombró la señal como "Azul Televisión".
En 2007 Hadad vende el 80% de Canal 9 empresario mexicano Remigio Ángel González, posteriormente inaugura las transmisiones de C5N con una estética idéntica a la de la señal norteamericana CNN, y en septiembre Infobae pasa a ser un medio enteramente digital abandonando el formato papel, y en diciembre vende el 20% restante de Canal 9 a González.
En 2012 Hadad vende C5N y todas sus radios AM y FM a Cristóbal López  y conserva solo el sitio de noticias Infobae.
En 2013 Infobae suma un nuevo complemento denominado "Infobae TV", un canal online generador de contenidos (especialmente entrevistas mano a mano) en un estudio con tecnología de punta y cuyos videos son transmitidos en vivo y subidos a internet con la lógica de "contenido por demanda" sin necesidad de depender de YouTube sino de un servidor propio de la empresa para que lo pudieran monetizar de forma independiente sin rendir cuentas a la plataforma global.

## Medios
- Infobae (General)
- Infobae Deportes (Deportes)
- Teleshow (Espectáculos)
- Infobae América (Internacional)
- Infobae Tecno (Tecnología)

Medios que pertenecieron al Grupo pero fueron vendidos
- Infobae Diario (hoy BAE)
- 10Música.com
- Radio 10
- Vale 97.5
- Mega 98.3
- Pop Radio 101.5
- Amadeus 103.7 (posteriormente Radio TKM 103.7) (hoy Radio One 103.7)
- Canal 9
- C5N
- Tendencia (revista y programa de televisión)